# قلعه شامبرکان
قلعه شامبرکان مربوط به دوره قاجار - دوره پهلوی اول است و در شهرستان گچساران، بخش مرکزی، دهستان بویراحمد گرمسیری، روستای شامبرکان، شمال روستا واقع شده و این اثر در تاریخ ۱۳ آبان ۱۳۸۶ با شمارهٔ ثبت ۱۹۷۵۷ به‌عنوان یکی از آثار ملی ایران به ثبت رسیده است.